# Kazimierz Przerwa-Tetmajer
Kazimierz Przerwa-Tetmajer (n. 12 februarie 1865, Ludźmierz⁠(d), Imperiul Austriac – d. 18 ianuarie 1940, Varșovia, Guvernământul General) a fost un poet, romancier polon și reprezentant al curentului modernist Tânăra Polonie (Młoda Polska).

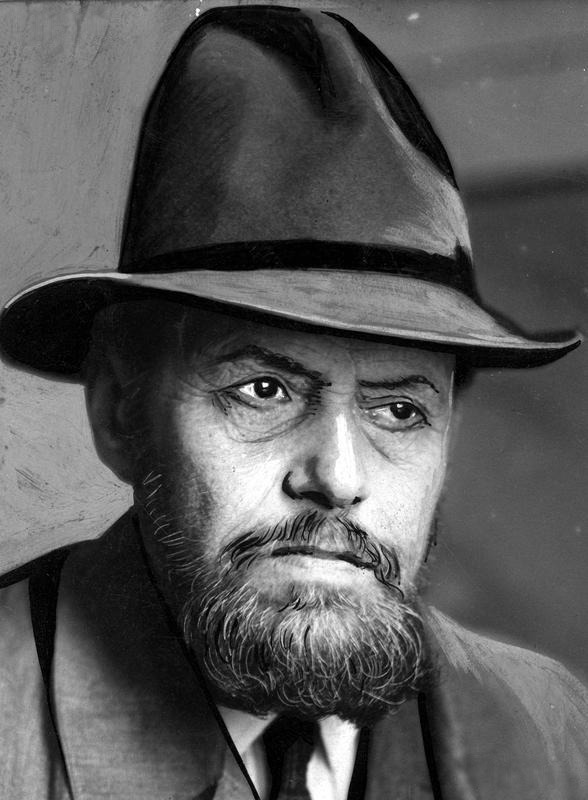
Kazimierz Przerwa-Tetmajer

## Biografie
A absolvit Liceul Teoretic Bartłomiej Nowodworski din Cracovia, ce avea numele de Gimnaziul Sfintei Ana în acea vreme. Între anii 1884-1886 a studiat filosofie la Universitatea Jagiellonă din Cracovia.
A debutat în 1886 cu poemul în proză Illa. Se presupune totuși că a debutat de fapt cu romanul Rekrut, însă textul s-a pierdut. În 1888, Tetmajer primește un premiu literar pentru poezia scrisă în onoarea lui Adam Mickiewicz și un an mai târziu pentru poezia scrisă în onoarea lui Kraszewski. Între anii 1888-1893, își publică scrierile în Tygodnik Ilustrowany, Kurier Warszawski și Czas. A publicat opt serii de poezii, dintre care cele mai apreciate sunt a doua (1894), a treia (1898) și a patra (1900). 
Petrecându-și tinerețea în Ludźmierz, a cunoscut bine împrejurimile regiunilor Podhale, Spisz, Liptów și Tatra. Între anii 1881-1891 a organizat numeroase excursii împreună cu fratele său, cu Franciszek Henryk Nowicki, Karol Podkański, Michał Kirkor, Klimek Bachleda, Tadeusz (Boy) Żeleński, Janusz Chmielowskim, Jerzy Żuławskim. În anul 1892, s-a numărat printre cei care au cucerit Vârful Staroleśny. După 1896, din cauza unor probleme de sănătate, a renunțat la expedițiile montane, însă a continuat să urce pe dolinele acestor munți, precum și pe cele din Podhale. În anul 1902, alpiniștii au numit trecătoarea dintre Vârful Gerlachovský și Zadni Gerlach Trecătoarea Tetmajer, devenind în același an și membru onorific al Towarzystwo Tatrzańskie ( al Asociației Alpiniștilor din Tatra).
Fiind fascinat de folclorul goralilor, Tetmajer a scris ciclul de povestiri Na skalnym Podhalu, iar mai târziu epopeea Legenda Tatr, care este împărțită în două părți: Maryna z Hrubego și Janosik Nędza Litmanowski. 
În anul 1896 s-a mutat în Heidelberg, unde îndeplinește funcția de secretar al lui Adam Krasiński. A călătorit prin Italia, Elveția, Franța și Germania. După Primul Război Mondial, locuiește în Cracovia și apoi în Zakopane, ulterior stabilindu-se în Varșovia. Între anii 1918-1919 este interesat de conflictele dintre Polonia și Cehoslovacia, cu privire la stabilirea granițelor în apropierea Munților Tatra. A luat parte la pregătirile pentru plebiscit din Spisz și Orawa, scriind pe această temă o broșură intitulată „Despre Spisz, Orawa și Podhale” (O Spisz, Orawę i Podhale), în 1919. A fost președintele Uniunii Scriitorilor și Jurnaliștilor Poloni (în polonă: Towarzystwo Literatów i Dziennikarzy Polskich), în 1921. În anul 1934, devine membru onorific al Academiei Polone de Literatură (în limba polonă, Polska Akademia Literatury).
Din cauza înrăutățirii stării sale de sănătate (suferea de o boală mentală, cauzată de sifilis), precum și din cauza pierderii vederii, Tetmajer nu își mai continuă activitatea literară. Existența îi era asigurată de anumite donații. În ianuarie 1940 a fost transportat la Spitalul Jezus din Varșovia, unde a murit după câteva zile. Cauzele morții, după cum arăta autopsia, au fost problemele cardiovasculare, anemia și o afecțiune a hipofizei. Conform dorinței sale, Tetmajer a fost înmormântat atunci în Cimitirul Powązki din Varșovia. În prezent, mormântul său se află în Cimitirul „Cmentarz Zasłużonych na Pęksowym Brzyzku” din Zakopane. 
Deși a fost logodit de mai multe ori, pentru perioade scurte (una din logodnicele sale fiind Laura Rakowska, pentru care a scris poezia  A kiedy będziesz moją żoną, Tetmajer nu s-a căsătorit niciodată. În urma relației cu o anume actriță, a avut un fiu, Kazimierz Stanisław, pe care nu l-a recunoscut până în anul 1906. Mai târziu, a început să se intereseze de acesta, însă, dependent de alcool, purtător de boli venerice, fiul său se sinucide la vârsta de 33 ani. Tetmajer a mai avut și o relație cu Maria Palider, care i-a servit ca model pentru Maryna din Legenda Tatr (Legenda Munților Tatra).

## Creația literară
Przerwa-Tetmajer a scris câteva volume de poezii, fiind cunoscut în special pentru operele sale ce abordează subiecte referitoare la Munții Tatra. În opinia lui Barry Keane, de la Vocea Varșoviei, Tetmajer este unul dintre scriitorii remarcabili polonezi, datorită poeziilor sale erotice și a a lucrărilor ce evocă Munții Tatra.
Schițe
- O żołnierzu polskim, 1795–1915
- Notatki literackie
- Aforyzmy
- Bajeczny świat Tatr
- Na śmierć Henryka Sienkiewicza

Povestiri și nuvele
- Ciclul de povestiri Na Skalnym Podhalu
- Ksiądz Piotr
- Rzeźbiarz Merten
- Pan
- Tryumf
- U krawca Baczakiewicza w kuchni (din ciclul W czas wojny),
- Pan Kapciuszyński(din ciclul W czas wojny)

Romane
- Anioł śmierci
- Panna Mery
- Otchłań
- Zatracenie
- Król Andrzej(cunoscut și ca  Księżniczka Metella)
- Gra fal
- Legenda Tatr
- Romans panny Opolskiej z panem Główniakiem
- Koniec epopee

Drame
- Sfinks
- Zawisza Czarny
- Mąż-poeta
- Rewolucja
- Judasz

Printre cele mai apreciate poezii ale sale se numără:
- Widok ze Świnicy do Doliny Wierchcichej (în volumul „Poezii. Seria a doua”)
- Melodia mgieł nocnych (în volumul „Poezii. Seria a doua”)
- Anioł Pański (în volumul „Poezii. Seria a treia”)
- Lubię, kiedy kobieta (în volumul „Poezii. Seria a doua”)
- Hej Krywaniu Krywaniu wysoki! (în voumul Na Skalnym Podhalu)
- Mów do mnie jeszcze(există două versiuni: una în ciclul Preludia – Poezje. Seria druga, iar cea de-a doua în ciclul Gra słów – Poezje. Seria trzecia),
- Prometeusz (în volumul „Poezii. Seria a doua”),
- Zacisza (în volumul „Poezii. Seria a doua”),
- Koniec wieku XIX
- Patryota (publicată sub pseudonimul Szylkret)
- Wyspa umarłych

Alte lucrări:
- poemele: Illa (1886) și Alegoria (1887)
- Z wielkiego domu  (1908)
- Eleonora. Trójhymn duchów smętnych przez Fosforycznego Skalderona (Cracovia, 1895)
- Jęk Ziemi. Pantologia Dekadentów Polskich zebrana przez dra Juliana Pogorzelskiego (Cracovia, 1895)
- Melancholia (Varșovia, 1899),
- Wrażenia (Varșovia, 1902)
- Volume de poezii: Hasła (1901), Poezje współczesne (1906), Cienie (1916)